# Mandélia
Mandélia és la sotsprefectura i capital del departament de Chari, que forma part de la regió de Chari Baguirmi, a Txad.